# Erik Shuranov
Erik Shuranov (Bamberga, 22 febbraio 2002) è un calciatore tedesco di origini ucraine, attaccante del Maccabi Haifa.

## Carriera

### Club
Ha giocato nella seconda divisione tedesca con il Norimberga.

### Nazionale
Ha giocato nelle nazionali giovanili ucraine Under-17 ed Under-18 e nella nazionale tedesca Under-21.